# Denis Drăguș
Denis Mihai Drăguș (sinh ngày 6 tháng 7 năm 1999) là một cầu thủ bóng đá người România thi đấu ở vị trí tiền đạo cho câu lạc bộ Standard Liège.

## Thống kê sự nghiệp

### Câu lạc bộ
Tính đến 26 tháng 5 năm 2024
| Câu lạc bộ          | Mùa giải            | Giải đấu               | Giải đấu | Giải đấu | Cúp quốc gia | Cúp quốc gia | Châu Âu | Châu Âu | Khác | Khác | Tổng cộng | Tổng cộng |
| Câu lạc bộ          | Mùa giải            | Hạng đấu               | Trận     | Bàn      | Trận         | Bàn          | Trận    | Bàn     | Trận | Bàn  | Trận      | Bàn       |
| ------------------- | ------------------- | ---------------------- | -------- | -------- | ------------ | ------------ | ------- | ------- | ---- | ---- | --------- | --------- |
| Viitorul Constanța  | 2015–16             | Liga I                 | 0        | 0        | 1            | 0            | —       | —       | —    | —    | 1         | 0         |
| Viitorul Constanța  | 2017–18             | Liga I                 | 14       | 1        | 1            | 1            | 1       | 0       | —    | —    | 16        | 2         |
| Viitorul Constanța  | 2018–19             | Liga I                 | 31       | 7        | 3            | 0            | 4       | 4       | —    | —    | 38        | 11        |
| Viitorul Constanța  | 2019–20             | Liga I                 | 1        | 0        | —            | —            | 1       | 0       | —    | —    | 2         | 0         |
| Viitorul Constanța  | Tổng cộng           | Tổng cộng              | 46       | 8        | 5            | 1            | 6       | 4       | —    | —    | 57        | 13        |
| Standard Liège      | 2019–20             | Belgian First Division | 2        | 0        | 2            | 0            | 0       | 0       | —    | —    | 4         | 0         |
| Standard Liège      | 2021–22             | Belgian First Division | 28       | 6        | 2            | 0            | —       | —       | —    | —    | 30        | 6         |
| Standard Liège      | 2022–23             | Belgian First Division | 19       | 4        | 2            | 0            | —       | —       | —    | —    | 21        | 4         |
| Standard Liège      | 2023–24             | Belgian First Division | 6        | 1        | —            | —            | —       | —       | —    | —    | 6         | 1         |
| Standard Liège      | Tổng cộng           | Tổng cộng              | 55       | 11       | 6            | 0            | 0       | 0       | —    | —    | 61        | 11        |
| Crotone (mượn)      | 2020–21             | Serie A                | 9        | 0        | 0            | 0            | —       | —       | —    | —    | 9         | 0         |
| Genoa (mượn)        | 2022–23             | Serie B                | 5        | 0        | —            | —            | —       | —       | —    | —    | 5         | 0         |
| Gaziantep (mượn)    | 2023–24             | Süper Lig              | 32       | 14       | 3            | 1            | —       | —       | —    | —    | 35        | 15        |
| Tổng cộng sự nghiệp | Tổng cộng sự nghiệp | Tổng cộng sự nghiệp    | 147      | 33       | 14           | 2            | 6       | 4       | —    | —    | 168       | 39        |

### Quốc tế
Tính đến ngày 2 tháng 7 năm 2024
| Đội tuyển quốc gia | Năm  | Trận | Bàn |
| ------------------ | ---- | ---- | --- |
| România            | 2018 | 2    | 0   |
| România            | 2019 | 0    | 0   |
| România            | 2020 | 0    | 0   |
| România            | 2021 | 0    | 0   |
| România            | 2022 | 3    | 2   |
| România            | 2023 | 3    | 0   |
| România            | 2024 | 7    | 1   |
| Tông               | Tông | 15   | 3   |

Bàn thắng và kết quả của România được để trước.
| #  | Ngày                 | Địa điểm                               | Đối thủ  | Bàn thắng | Kết quả | Giải đấu       |
| -- | -------------------- | -------------------------------------- | -------- | --------- | ------- | -------------- |
| 1. | 17 tháng 11 năm 2022 | Cluj Arena, Cluj-Napoca, România       | Slovenia | 1–2       | 1–2     | Giao hữu       |
| 2. | 20 tháng 11 năm 2022 | Sân vận động Zimbru, Chișinău, Moldova | Moldova  | 2–0       | 5–0     | Giao hữu       |
| 3. | 17 tháng 6 năm 2024  | Allianz Arena, Munich, Đức             | Ukraina  | 3–0       | 3–0     | UEFA Euro 2024 |

## Danh hiệu
Viitorul Constanța
- Cupa României: 2018–19
- Supercupa României: 2019